# Magdalenenkirche (Pfullingen)

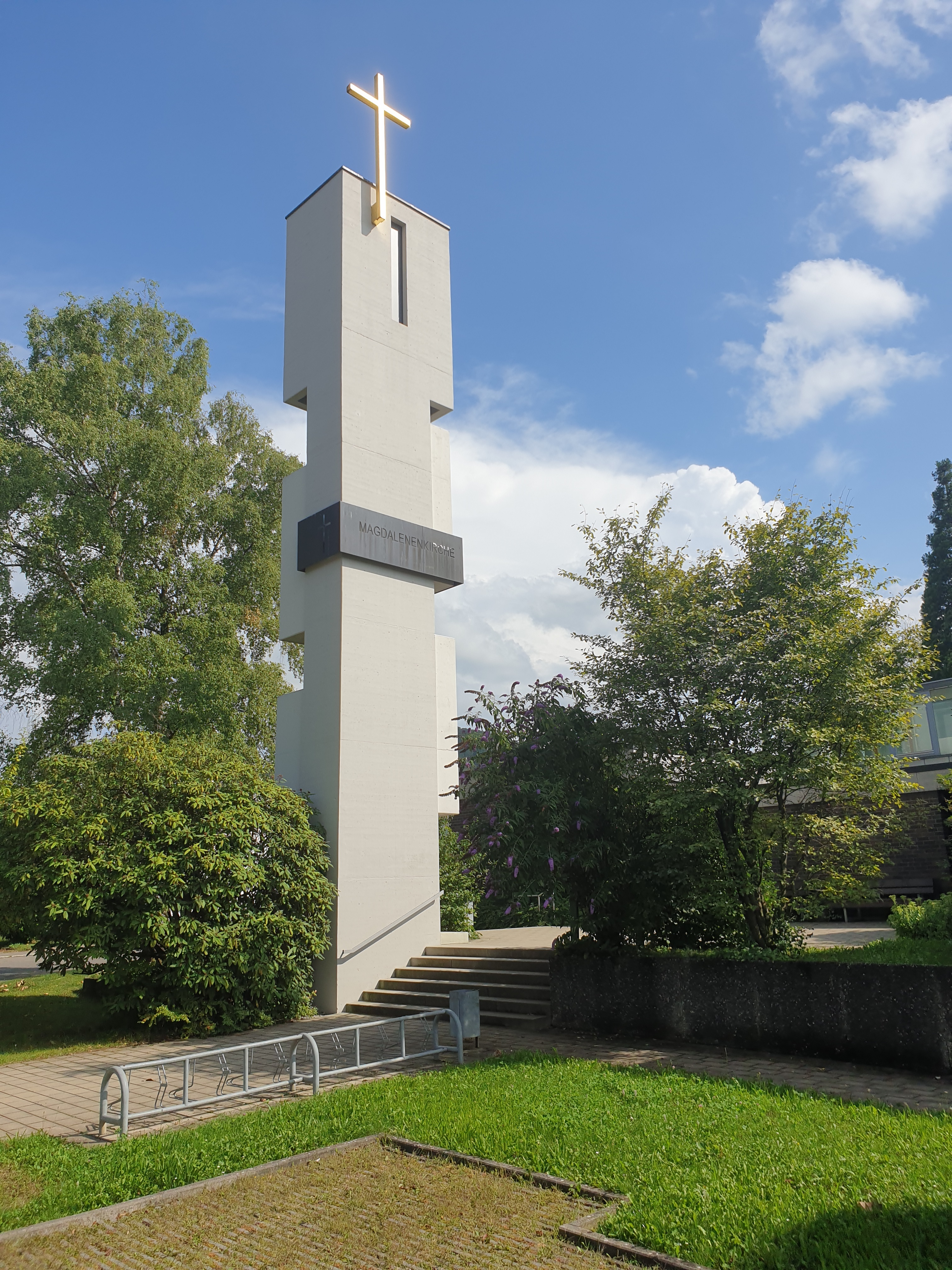
Turm der Magdalenenkirche

Die Magdalenenkirche ist neben der Martinskirche und der Thomaskirche eine von drei evangelischen Kirchen in der süddeutschen Stadt Pfullingen. Alle drei Kirchen gehören zur Evangelischen Kirchengemeinde Pfullingen.

## Geschichte
Anfang der 60er-Jahre entstand im Norden Pfullingens das Wohngebiet Burgweg, in dem sich rund zwei- bis dreitausend Menschen ansiedelten. 1964 entschied man sich zum Bau einer neuen Kirche, die zunächst zur Martinskirche gehören sollte. Mit dem Bau wurde der Reutlinger Architekt Eugen Riehle beauftragt; Spatenstich war 1966. Neben der Kirche wurde auch ein Gemeindehaus errichtet. Am 29. Oktober 1967 wurden die Burgwegkirche und das Gemeindehaus eingeweiht. Die Baukosten betrugen rund 1,1 Millionen Deutsche Mark.
1970 erhielt die Kirche eine Orgel. 1994 wurde die Burgwegkirche von der Martinskirche unabhängig. Ab November 2000 wurde die Kirche nach Plänen des Architekten Eberhard Wurst saniert, sodass der Innenraum „heller und sakraler“ wirkt. 2001 wurde sie wieder eingeweiht und erhielt ihren heutigen Namen nach Maria Magdalena.

## Gemeinde
Die Magdalenenkirche gehört zum Pfarramt Nord der Evangelischen Kirchengemeinde Pfullingen, die der Evangelischen Landeskirche in Württemberg angehört. Die zuständige Pfarrerin ist seit 2003 Esther Rapp-Aschermann. Dem Gemeindezentrum gehören rund 1400 Gemeindeglieder an (Stand: 2017).
2017 schlossen sich die drei evangelischen Kirchengemeinden Pfullingens, die Magdalenenkirchengemeinde, die Martinskirchengemeinde und die Thomaskirchengemeinde, zu einer Gesamtkirchengemeinde, der Evangelischen Kirchengemeinde Pfullingen, mit einem gemeinsamen Kirchengemeinderat zusammen. Die bisherigen Gemeinden bilden nun Gemeindezentren, wobei das Gemeindezentrum Martinskirche nach wie vor in die zwei Pfarrbezirke Ost und West mit je einem eigenen Pfarrer untergliedert ist.